# Nebirirau I.
Nebirirau I., auch Nebereraw (I.), Nebererau (I.), Nebiriau (I.), war ein altägyptischer König (Pharao) der Zweiten Zwischenzeit. Seine genaue Einordnung innerhalb dieser Periode ist umstritten.

## Belege
Nebirirau I. wird mit seinem Eigennamen im Königspapyrus Turin (Kolumne 11, Zeile 5; Zählung nach Ryholt) genannt. Er erscheint auch in der Königsliste von Karnak; hier mit seinem Thronnamen. 1927 wurde im Karnak-Tempel die Stèle juridique gefunden, die aus dem 1. Jahr des Königs datiert. Sie hat die Übergabe des Bürgermeisteramtes von El-Kab vom Amtsinhaber Kebesi an einen Sobeknacht und seine Nachkommen zum Inhalt. Es ist das einzige Denkmal, auf dem seine volle Titulatur erscheint.
Es gibt von ihm eine Reihe von Skarabäen und einem Dolch aus Diospolis Parva, auf denen auch jeweils sein Thronname erscheint. Sein Thronname wurde auch auf einer Statue des Harpokrates gefunden, die allerdings aus der ägyptischen Spätzeit stammt. Eine kleine Stele des Herrschers, die ihn vor Maat zeigt, befindet sich heute in Bonn.
Die genaue Einordnung des Herrschers ist umstritten. Die ältere Forschung platzierte ihn meist in die 17. Dynastie. Kim Ryholt hält ihn für einen Herrscher der 16. Dynastie, die er als thebanische Dynastie definiert.